# Нирс (Афганистан)
Нирс (дари نرس) — кишлак на северо-востоке Афганистана, в вилаяте (провинции) Бадахшан. Входит в состав района Вахан.

## Географическое положение
Нирс расположен на северо-востоке Бадахшана, в высокогорной местности, на левом берегу реки Вахандарьи, на расстоянии приблизительно 242 километров к востоку от города Файзабада, административного центра вилаята. Абсолютная высота — 3245 метров над уровнем моря. Ближайшие населённые пункты — кишлак Селькындж (выше по течению Вахандарьи), кишлак Шпехрев (ниже по течению Вахандарьи).

## Население
На 2003 год население составляло 300 человек (150 мужчин и 150 женщин). Дети в возрасте до 15 лет составляли 52 % от общего количества жителей кишлака. В национальном составе преобладают ваханцы.